# Joe McNamee
Pour les articles homonymes, voir McNamee.
John Joseph McNamee dit Joe McNamee, né le 24 septembre 1926, à San Francisco, Californie, et mort le 16 juillet 2011 à [[]], est un joueur de basket-ball professionnel américain, évoluant au poste d'ailier fort ou de pivot, qui ne disputa que deux saisons en NBA, mais remporta le titre dès sa première saison avec les Rochester Royals (1951).

## Biographie
Joe McNamee a commencé sa carrière lorsqu'il était étudiant dans les rangs de l'équipe de l'Université de San Francisco. Il a été drafté en 9e position au premier tour en 1950 par les Rochester Royals, avec lesquels il remporta le titre NBA en 1951, sous la direction de l'entraîneur Lester Harrison.
Mais il quitta l'équipe après la conquête du titre pour disputer la saison 1951-1952 avec les Baltimore Bullets. Ce fut sa dernière saison en NBA.
Au cours de sa brève carrière, il disputa 118 matchs, marquant 289 points (soit une moyenne de 2,4 pts par match).

## Palmarès
- Champion NBA (1951) avec les Rochester Royals

### Statistiques

#### Saison régulière
| Saison  | Âge | Équipe    | Ligue | P   | TIT | MIN  | TC  | TCA | %TC  | 3P | 3PA | %3P | TL  | TLA | %TL  | R.OF. | R.DEF. | REB | ASIS | ROB | TAP | PER | FP  | PTS |
| 1950-51 | 24  | Rochester | NBA   | 60  |     |      | 0.8 | 2.8 | .287 |    |     |     | 0.5 | 0.7 | .643 |       |        | 1.7 | 0.3  |     |     |     | 1.5 | 2.1 |
| 1951-52 | 25  | TOTAL     | NBA   | 58  |     | 12.0 | 1.2 | 3.8 | .306 |    |     |     | 0.5 | 0.9 | .600 |       |        | 2.4 | 0.7  |     |     |     | 1.9 | 2.9 |
| 1951-52 | 25  | Rochester | NBA   |     |     |      |     |     |      |    |     |     |     |     |      |       |        |     |      |     |     |     |     |     |
| 1951-52 | 25  | Baltimore | NBA   |     |     |      |     |     |      |    |     |     |     |     |      |       |        |     |      |     |     |     |     |     |
| Total   |     |           | NBA   | 118 |     | 12.0 | 1.0 | 3.3 | .298 |    |     |     | 0.5 | 0.8 | .620 |       |        | 2.0 | 0.5  |     |     |     | 1.7 | 2.4 |

#### Playoffs
| Saison  | Âge | Équipe    | Ligue | P  | MIN | TCA | TC | 3PA | 3P | TLA | TL | R.OF. | REB | ASIS | ROB | TAP | PER | FP | PTS | %TC  | %3P | %FT  | MIN | PTS | REB | AST |
| 1950-51 | 24  | Rochester | NBA   | 13 |     | 12  | 41 |     |    | 9   | 12 |       | 35  | 9    |     |     |     | 26 | 33  | .293 |     | .750 |     | 2.5 | 2.7 | 0.7 |
| Total   |     |           | NBA   | 13 |     | 12  | 41 |     |    | 9   | 12 |       | 35  | 9    |     |     |     | 26 | 33  | .293 |     | .750 |     | 2.5 | 2.7 | 0.7 |

## Sources
- (en) Cet article est partiellement ou en totalité issu de l’article de Wikipédia en anglais intitulé « Joe McNamee » (voir la liste des auteurs).

- (es) Cet article est partiellement ou en totalité issu de l’article de Wikipédia en espagnol intitulé « Joe McNamee » (voir la liste des auteurs).